# 叶谦吉
叶谦吉（1909年6月25日—2017年2月28日），男，江苏无锡人。中国民主同盟盟员。中国农业经济管理和生态经济学家。
叶谦吉是中国生态农业的奠基人，中国生态文明的首创者。他一生从事高等教育事业70多年，为重庆南开中学和西南农业大学的发展做出了巨大贡献。

## 生平
清宣统元年（1909年）6月25日出生于江苏无锡堰桥。祖父是晚清秀才。因为家道中落，小学毕业后在城里药铺当学徒。后来在堂兄资助下考上苏州桃坞中学，与钱锺书是同学和朋友。
1933年毕业于南京金陵大学农业经济系，之后在天津南开大学经济研究所工作，历任教员、研究员、教授。1936年获美国洛克菲勒基金会优秀青年教师奖学金，赴美国康乃尔大学研究生院农业经济专业和哈佛大学研究生院工商管理专业深造。曾接到苏联莫斯科中山大学的任教邀请，但他决定继续留在南开大学任教。
1938年回国时，遇上全面抗日战争爆发，天津、上海等地都已沦陷。于是辗转来到香港，经由越南到达云南。在前往昆明的途中，叶谦吉遇到了重庆南开中学校长喻传鉴的夫人和6个女儿，得知南开大学已经迁至重庆，她们也正前往重庆避难。他搭上了这趟顺风车，期间还与喻传鉴的大女儿喻娴文结下情缘，并与1939年3月5日在重庆结婚。
1944年至1945年任联合国粮农组织高级访问学者。1948年开始担任重庆大学经济系主任、教授、硕士生导师兼学校副秘书长。1951年加入中国民主同盟。1952年调任至西南农学院（西南农业大学前身），担任总务长，为学院的成立设计蓝图以及施工方案。
1957年在反右运动中与许多重庆民盟盟员被划为右派，遭到批斗。文化大革命期间停课下乡劳动。
改革开放后积极参与生态工作，多次赴各地调研。1988年被评为一级终身教授，1991年升任博士生导师，1993年升任博士后流动站研究导师。
2017年2月28日4时30分在重庆去世，享年108岁。

## 社会职务
曾任重庆市农业经济学会理事长，重庆生态农业学会理事长，重庆市科协委员，四川省国土经济研究会顾问。1984年起任中国生态经济学研究会常务理事，中国农业生态经济学副理事长。民盟中央科技委员会委员，民盟重庆市委委员兼科技委员会主任，重庆市第九届人民代表兼大学农业委员会顾问，重庆市第二、七、八、九、十届政协常委，新重庆市政协第一届委员会委员。

## 研究与贡献
叶谦吉在对四川1981年特大洪灾调查研究的基础上，于1982年首次在中国提出生态农业的理论。他认为：现代意义上的农业是一个巨大而复杂的生态系统。人、生物、环境三者之间在农业生态系统中是对立统一关系，人是起主宰作用的。发展农业，人必须按自然规律和经济规律办事，既要大力开发利用自然资源和生态环境，又要积极改造保护，靠农业生态系统整体经常保持最佳平衡状态，形成良性循环的高效生态系统。他还同时提出“生态农业是我国农业的一次绿色革命”。在重庆市北碚区和大足县率先建立生态农业实验区。
1987年6月，在全国生态农业研讨会上宣读论文《生态需要与生态文明建设》，第一次提出“生态文明”的概念。他针对中国生态环境趋于恶化的态势，呼吁要“大力提倡生态文明建设”，认为“21世纪应是生态文明建设的世纪。人与自然应成为和谐相处的伙伴……掠夺式发展必将遭到大自然的报复”。
1999年12月，在北京香山科学会议上提出了“生态灾变论框架理论”。
出版专著《生态农业：农业的未来》；编著《英汉农业经济词典》（264万字）；译著《现代企业管理》（26万字，奥斯伯等著）；文集《叶谦吉文集》。曾担任《农业生态经济博士论丛》主编。

## 荣誉
全国四化建设先进个人代表，农牧渔业部科技推广优秀教师，全国各民主党派工商联为四化服务先进个人（1985年），农牧渔业部特发执教四十周年以上荣誉证书，四川省人民政府特授予从事科技工作五十年以上荣誉证书，四川省优秀研究生导师，民盟四川省委盟遂合作科技兴农先进工作者，国务院表彰为高等教育事业作出特殊贡献者（1991年10月1日），国务院政府特殊津贴专家。

## 延伸阅读
- . 社会科学文献出版社. 2014年6月. ISBN 9787509759844.